# 滑川雅士
滑川 雅士（なめかわ まさし、1951年 - ）は、日本の内閣府官僚。内閣官房内閣審議官兼構造改革特区推進室長、駐フィジー特命全権大使、電通顧問、ミクロネシア連邦大統領補佐官等を務めた。

## 人物・経歴
1974年一橋大学経済学部卒業、経済企画庁入庁。国土庁出向、経済企画庁長官秘書官事務取扱、経済企画庁調整局対日投資対策室長、総合研究開発機構総務部長等を経て、タイ王国に派遣され長期経済発展計画を担当。2001年外務大臣官房審議官（経済協力局担当）。2003年内閣官房内閣審議官兼地域再生推進室長兼内閣府地域再生事業推進室長、内閣官房構造改革特区推進室長、内閣府構造改革特区担当室長。2005年フィジー兼キリバス兼ナウル駐箚特命全権大使。2008年内閣府大臣官房付、退官。2009年電通顧問。のち、JICA専門家としてミクロネシア連邦大統領補佐官（財政）を務め、このほか学習院大学法学部で公共政策の教鞭も執った。専門は経済。2021年瑞宝中綬章受章。

## 編著
- 『地価・土地問題の経済学 : 需要・供給・対策』東洋経済新報社 1988年